# Длинноносый уж
Длинноносый уж (лат. Rhinocheilus lecontei) — вид змей семейства ужеобразных. Эндемик Северной Америки. Единственный вид рода Rhinocheilus. Видовое латинское название дано в честь американского натуралиста Джона Иттона Леконта (1784—1860).
Длина тела варьирует от 75 см до 1 м. Голова заострённая с выступающим вперёд кончиком морды. Туловище стройное, цилиндрическое с гладкой чешуёй. Окраска тела кремового или желтоватого цвета с рядом чёрных седловидных пятен и белой каймой вдоль спины. На туловище встречаются чешуйки с чёрными пятнышками и полностью красные. Похожа на некоторых королевских змей и на коралловых аспидов.
Обитает в сухих, каменистых местах, на пастбищах на севере Мексики и юго-западе США.
Ведёт скрытный образ жизни, поводя большую часть своего времени под землёй. Активен в сумерках и ночью. Питается ящерицами и земноводными, иногда небольшими змеями и грызунами.
Яйцекладущая змея. Самка откладывает в начале лета от 4 до 11 яиц. В конце лета — начале осени появляются детёныши.